# Holocnemus
Genre
Holocnemus est un genre d'araignées aranéomorphes de la famille des Pholcidae.

## Distribution
Les espèces de ce genre se rencontrent dans le bassin méditerranéen. Holocnemus pluchei a été introduite aux États-Unis, en Argentine, au Japon et en Australie.

## Liste des espèces
Selon World Spider Catalog (version 23.0, 17/03/2022) :
- Holocnemus caudatus (Dufour, 1820)
- Holocnemus hispanicus Wiehle, 1933
- Holocnemus pluchei (Scopoli, 1763)
- Holocnemus reini (C. Koch, 1873)

## Systématique et taxinomie
Ce genre a été décrit par Simon en 1873 dans les Pholcidae.

## Publication originale
- Simon, 1873 : « Aranéides nouveaux ou peu connus du midi de l'Europe. (2e mémoire). » Mémoires de la Société Royale des sciences de Liège, vol. 2, no 5, p. 187-351 ou publié séparément p. 1-174.